# Boscawen (New Hampshire)
Boscawen, benannt nach einem englischen Admiral des Siebenjährigen Krieges, ist eine Town am Merrimack River im gleichnamigen County in New Hampshire. Sie liegt am Westufer unmittelbar nördlich der Staatshauptstadt Concord. Das U.S. Census Bureau hat bei der Volkszählung 2020 eine Einwohnerzahl von 3.998 ermittelt.

## Geographie
Das Gemeindegebiet von Boscawen hat eine annähernd rechteckige Form, deren lange Ostseite an den Merrimack River grenzt. Neben Concord im Süden grenzen im Uhrzeigersinn an Webster, Salisbury, Franklin auf beiden sowie Northfield und Canterbury auf der gegenüberliegenden Flussseite. Boscawen liegt dichter an Montreal in Kanada als an New York City und 76 Meilen von Boston entfernt, der nächstgelegenen Großstadt.

## Geschichte
Die Landzuteilung für Boscawen erfolgte im Jahre 1733 (nach anderen Angaben 1732) durch Massachusetts. Als Name wurde zunächst Contoocook bestimmt, nach dem Contoocook  River, der durch die damaligen Gebietsgrenzen floss. Die offizielle Registrierung der Gemeinde, zu dem Zeitpunkt bereits durch New Hampshire, erfolgte 1760 als Boscawen. Dieser Name wurde nach Edward Boscawen gewählt, der bei der Eroberung der Festung Louisbourg 1758 das englische Flottenkontingent kommandiert hatte. In den Jahren dazwischen bauten die Siedler, die ab 1734 vorwiegend aus Newbury in Massachusetts gekommen waren, bis Ende 1739 ein Rathaus, eine Korn- und eine Sägemühle, ein Versammlungshaus sowie ein Fort und richteten eine Fähre über den Merrimack ein. Das Fort diente dem Schutz vor Indianerangriffen. Es war eines der ersten, noch in Blockbauweise erstellten Forts zu diesem Zweck. Dennoch gab es immer wieder Tote, Verletzte und Entführungen. Daher wurde der Bau eines weiteren Forts betrieben und die Finanzierung gesichert. Das Projekt wurde eingestellt, nachdem die Angriffe nachließen. Beim ersten landesweiten Census im Jahre 1790 wurden für Boscawen 1108 Einwohner gezählt.
Eine Beschreibung Neuenglands aus dem Jahre 1859 erwähnt für Boscawen gutes Farmland und hebt Apfel-, Birnen- und Kirschanbau hervor. Zu dieser Zeit hatten zwei Brücken die Fähre abgelöst, und es gab drei Einzelsiedlungen sowie einen Mühlbezirk, der auf der Grenze zu Concord lag, zwei Postämter, sechs Kirchen, sechzehn Schulbezirke und eine Oberschule sowie eine Baumwoll-, eine Korn- und neun Sägemühlen, eine Sägefabrikation und Werkstatt, eine Wollstoffweberei, eine Stuhl- und Streichholzfabrik sowie fünf Läden. Die Einwohnerzahl wird mit 2063 angegeben.
1860 wurde Boscawen um etwa die Hälfte kleiner, als der westliche Teil zur Town of Webster wurde, benannt nach Daniel Webster, der zeitweilig in Boscawen zur Schule gegangen war und für drei Jahre dort gelebt hatte.
Durch Boscawen führte der 4. New Hampshire Turnpike, eine Staatsstraße, die von der Grenze zu Vermont bei Lebanon nach Portsmouth führte. 1847 bekam Boscawen einen Eisenbahnanschluss, als die Strecke von Concord nach White River Junction gebaut wurde. Mit der Eröffnung der Strecke bis Franklin brach der Verkehr auf dem Turnpike völlig zusammen, mit entsprechenden Folgen für die Wirtschaft, die durch die Arbeiter, die für den Bahnbau benötigt wurden, zuvor für kurze Zeit prosperiert hatte.
1997 wurde ein bis dahin als State Forest in Verwaltung des Bundesstaates stehendes Waldstück entwidmet und zur Anlage des New Hampshire State Veteran Cemetery genutzt.

### Bevölkerungsentwicklung
| Jahr      |      |      |      | 1767 | 1773 | 1775 | 1783 | 1786 | 1790 | 1800 |
| --------- | ---- | ---- | ---- | ---- | ---- | ---- | ---- | ---- | ---- | ---- |
| Einwohner |      |      |      | 285  | 504  | 585  | 757  | 831  | 1108 | 1414 |
| Jahr      | 1810 | 1820 | 1830 | 1840 | 1850 | 1860 | 1870 | 1880 | 1890 | 1900 |
| Einwohner | 1829 | 2113 | 2093 | 1965 | 2063 | 2274 | 1637 | 1381 | 1487 | 1455 |
| Jahr      | 1910 | 1920 | 1930 | 1940 | 1950 | 1960 | 1970 | 1980 | 1990 | 2000 |
| Einwohner | 1240 | 1260 | 1359 | 1663 | 1857 | 2181 | 3162 | 3435 | 3407 | 3684 |
| Jahr      | 2010 | 2020 |      |      |      |      |      |      |      |      |
| Einwohner | 3965 | 3998 |      |      |      |      |      |      |      |      |

## Verwaltung und Städtische Einrichtungen
Boscawen verfügt über eine hauptamtlich besetzte Polizei, während die Feuerwehr teils in Teilzeit, teils auf Freiwilligenbasis besetzt ist. Letzteres gilt auch für die medizinische Notfallversorgung, die zudem auch privat bedient wird. Es gibt eine öffentliche Abwasserentsorgung, an das jedoch nicht alle Häuser angeschlossen sind, sowie eine öffentliche Bibliothek.

## Wirtschaft
In Boscawen liegt die Merrimack County Correctional Facility. Neben einer Kupferdrahtfabrikation mit 185 Beschäftigten gibt es eine Reihe kleinerer Betriebe wie Holzsäger, Transport und Gastronomie, die zum Teil bereits Mitte des 19. Jahrhunderts und früher gegründet wurden. Das durchschnittliche Pro-Kopf-Einkommen für den Zeitraum von 2014 bis 2018 belief sich auf 27546 $.

## Verkehr
In Boscawen verlaufen die Bundesstraßen US-3 und US-4 gemeinsam. Nach Süden verläuft die US 3 durch Concord, die US 4 nach Osten. In Richtung Norden verläuft die US 3 im Merrimack Valley, die US 4 zweigt in nordwestlicher Richtung ab. Die ehemalige Bahnstrecke der Northern Rail wurde zu einem der Freizeitnutzung vorbehaltenen Weg umgebaut, der von Boscawen bis nach Lebanon führt. Der Bahnhof wurde aufgelassen. Der nächstgelegene Flugplatz ist der Concord Municipal Airport, mit Linienverkehr der Manchester-Boston Regional Airport.

## Persönlichkeiten
- John Adams Dix (1798–1879), Politiker
- William P. Fessenden (1806–1869), Politiker
- Moody Currier (1806–1898), Politiker
- Bradford N. Stevens (1813–1885), Politiker
- Moses G. Farmer (1820–1893), Erfinder
- Lyndon A. Smith (1854–1918), Politiker
- Lucia True Ames Mead (1856–1936), Pazifistin und Feministin
- Justin Harvey Smith (1857–1930), Historiker